# Buffy Sainte-Marie
Buffy Sainte-Marie (Buffy St. Marie, ur. 20 lutego 1941 w Stoneham, Massachusetts, USA) – amerykańska piosenkarka, kompozytorka, aktorka i działaczka społeczna.
Od początku lat sześćdziesiątych Sainte-Marie twierdziła, że ma rdzenne kanadyjskie pochodzenie, jednak dochodzenie przeprowadzone w 2023 roku przez CBC News wykazało, że urodziła się w Stanach Zjednoczonych i ma włoskie i angielskie pochodzenie. Odtąd niektórzy rdzenni muzycy i organizacje domagają się aby nagrody, które otrzymała fałszywie twierdząc że jest indiańskiego pochodznia, zostały unieważnione, w tym jej Nagroda Juno dla Rdzennego Artysty lub Grupy Roku (Juno Award for Indigenous Artist or Group of the Year) z 2018.

## Życiorys
Wychowywała się w USA, w stanach Maine i Massachusetts. Na tamtejszym uniwersytecie uzyskała tytuł doktora sztuk pięknych, studiowała także filozofię orientalną i pedagogikę.
Artystyczną karierę rozpoczynała na początku lat 60. jako folkowa piosenkarka w klubach, na festiwalach i w indiańskich rezerwatach USA i Kanady. Sporo czasu spędziła w towarzystwie folkowych artystów z Toronto i Nowego Jorku, takich jak Leonard Cohen, Joni Mitchell i Neil Young. Już wówczas w wielu utworach poruszała problematykę trudnej historii i współczesności tubylczych ludów Ameryki Północnej i wykorzystywała tradycyjne indiańskie motywy muzyczne i instrumenty.
Zadebiutowała albumem It's My Way z 1964 roku, za który tygodnik „Billboard” ogłosił ją Najlepszą Nową Artystką. Szybko stała się znana nie tylko jako piosenkarka obdarzona mocnym, charakterystycznym głosem, ale także jako utalentowana kompozytorka. Jej kompozycje wykonywali m.in. Elvis Presley, Cher, Barbra Streisand, Chet Atkins, Roberta Flack, Janis Joplin i Neil Diamond, zaś utwór „Universal Soldier” (także w wykonaniu Donovana) stał się sztandarową pieśnią pacyfistów.
W 1969 roku poślubiła muzyka Jacka Nitzsche, a w latach 1976–1981 występowała w amerykańskim wydaniu dziecięcego programu Ulica Sezamkowa.
Kolejne albumy Buffy St. Marie przynosiły dalsze udane kompozycje autorskie, nowe interpretacje utworów tradycyjnych i przeboje (jak choćby „Now that the Buffalo's Gone” – muzyczny protest-song przeciwko łamaniu indiańskich traktatów, „Mister Can't You See” czy „He's An Indian Cowboy In The Rodeo”.

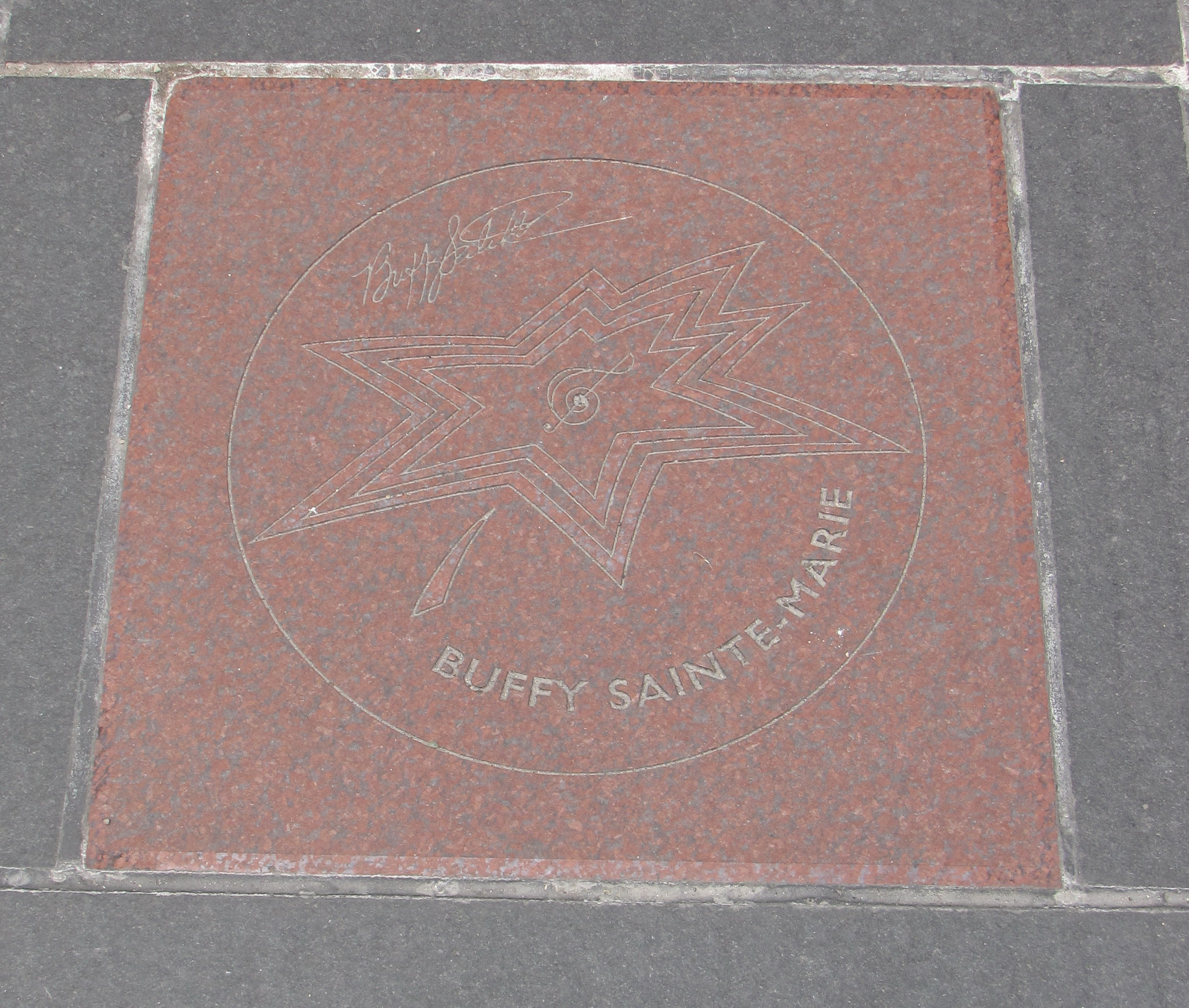
Canada’s Walk of Fame

W 1983 roku za napisanie (do filmu An Officer and A Gentleman) wspólnie z Waylonem Jenningsem i Jackem Nitzsche piosenki „Up Where We Belong” otrzymała Oscara. Natomiast w 1997 roku, za program Buffy Sainte-Marie: Up Where We Belong, kanadyjską telewizyjną Nagrodę Gemini. Skomponowała też muzykę m.in. do filmów Spirit of the Wind (1979) i Stripper (1986).
Także opublikowany w 1992 roku, po 16-letniej przerwie w nagraniach, album Coincidence and Likely Stories zawarł m.in. popularne później i śpiewane przez innych artystów (w tym indiańską grupę Indigo Girls) utwory „The Big Ones Get Away” i „Bury My Heart At Wounded Knee”, mówiące o współczesnej walce tubylczych Amerykanów o swoje prawa, obronie świętych ziem Indian i dramatach prześladowanych tubylczych działaczy z AIM.
W 1993 roku we Francji przyznano jej tytuł Międzynarodowej Artystki Roku, a władze Organizacji Narodów Zjednoczonych zaprosiły ją na uroczystość proklamowania Międzynarodowego Roku Ludów Tubylczych i Dekady Ludów Tubylczych pod auspicjami ONZ. W 1998 roku otrzymała najwyższe kanadyjskie odznaczenie – Order Kanady. Jest też laureatką prestiżowej nagrody fundacji tubylczych Kanadyjczyków National Aboriginal Achievement Award.
Jej prace plastyczne, inspirowane tradycyjną indiańską sztuką, rzemiosłem i motywami tubylczymi, wystawiane są w prestiżowych galeriach Kanady i USA. Artystka wystąpiła też w kilku filmach fabularnych – jako aktorka (The Broken Chain) lub lektorka (Son of the Morning Star, White Snow) – a także w licznych filmach dokumentalnych i muzycznych.
Nadal prowadzi założoną przez siebie jeszcze w latach 60. fundację wspierającą edukację dzieci i młodzieży. Od kilku lat realizuje też nowy, wykorzystujący m.in. technikę internetową, edukacyjny projekt wielokulturowej wymiany międzyszkolnej Craddleboard Teaching Project.

## Dyskografia
- 1964: It’s My Way
- 1965: Many A Mile
- 1966: Little Wheel Spin and Spin
- 1967: Fire & Fleet & Candlelight

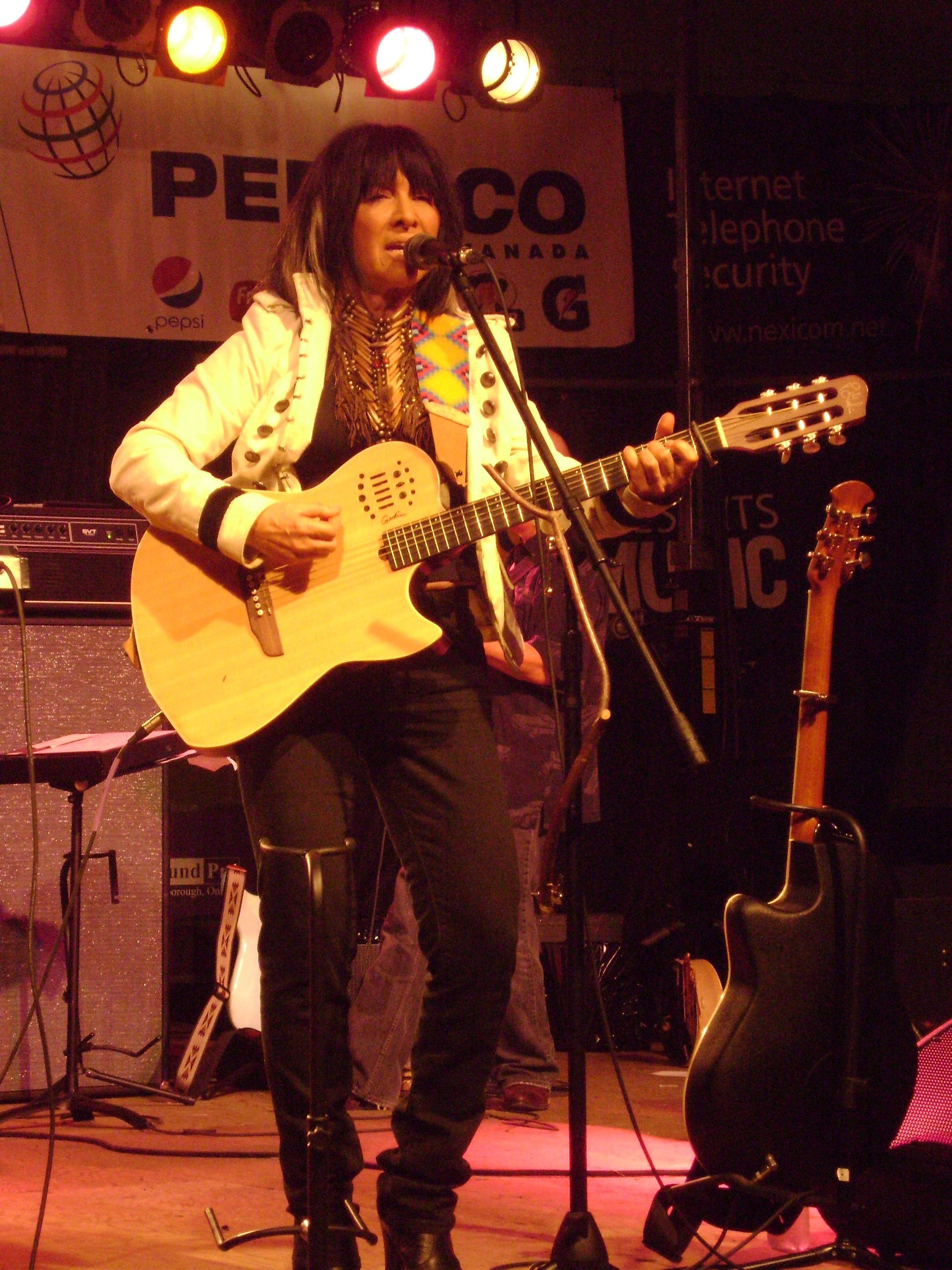
Buffy Sainte-Marie (2009)

- 1968: I’m Gonna Be a Country Girl Again
- 1969: Illuminations
- 1970: The Best Of Buffy Sainte-Marie
- 1971: The Best Of Buffy Sainte-Marie Vol.2
- 1971: She Used to Wanna Be a Ballerina
- 1972: Moonshot
- 1973: Quiet Places
- 1974: Native North American Chid: An Odyssey
- 1974: Buffy
- 1975: Changing Woman
- 1976: Sweet America
- 1992: Coincidence and Likely Stories
- 1996: Up Where We Belong
- 2003: The Best of the Vanguard Years
- 2004: Live at Carnegie Hall

## Odznaczenia
- Order Kanady (1997, odebrany w 2025)[8][9][10]
- Medal Złotego Jubileuszu Królowej Elżbiety II (odebrany w 2025)[11]
- Medal Diamentowego Jubileuszu Królowej Elżbiety II (odebrany w 2025)[11]